# Nik Abdul Aziz Nik Mat
Tuan Guru Dato' Bentara Haji Nik Abdul Aziz bin Nik Mat (Kota Bharu, 10 de enero de 1931 - ibídem, 12 de febrero de 2015) fue un clérigo islámico y político malasio perteneciente al Partido Islámico de Malasia (PAS). Fungió como Menteri Besar (Ministro Principal o Gobernador) del Estado de Kelantan entre 1990 y 2013, siendo la persona que más tiempo ostentó dicho cargo. Fue nombrado también líder espiritual del PAS en 1991 y mantendría el cargo hasta su fallecimiento en 2015.
Como miembro y referente del Partido Islámico Panmalayo desde 1967, Abdul Aziz fue candidato en las elecciones estatales de Kelantan de 1986, resultando electo diputado estatal pero sin conseguir acceder a la gobernación por estrecho margen contra el oficialista Barisan Nasional (Frente Nacional). Para las elecciones de 1990, el PAS logró un pacto con el Parti Semangat 46 de Tengku Razaleigh Hamzah, y la coalición logró una aplastante victoria en Kelantan, obteniendo todos los escaños de la Asamblea Legislativa y resultando Abdul Aziz elegido Menteri Besar el 22 de octubre de 1990. Fue consecutivamente reelecto en 1995, 1999, 2004, y 2008, obteniendo la mayor cantidad de victorias electorales seguidas por el jefe de gobierno de un estado de Malasia ajeno al Barisan Nasional. En 2013 decidió retirarse y no se presentó a la reelección, siendo sucedido por Ahmad Yaakob, también del PAS.

## Biografía
Nik Abdul Aziz nació en Kota Bharu, Kelantan en 10 de enero de 1931. Él era el segundo hijo de nueve hermanos. Empezó a estudiar estudios islámicos en escuelas pondok en Kelantan y Terengganu. Él fue a estudiar a Darul Uloom Deoband, Uttar Pradesh, India desde hace 5 años. Obtuvo su Licenciatura en Artes en Filología Árabe y Master of Arts en Fiqh desde Universidad de al-Azhar, Egipto.
Acabó de regresar de Egipto, Nik Aziz comenzó como maestro en varias escuelas islámicas en Kelantan; de ahí su apodo popular de "Tok Guru". Él era capaz de conversar en la Norma malayo, inglés, árabe, tamil, urdu y Además de su acento Kelantan.

## Familia
Nik Aziz provienen de la familia que practican fuertemente Islam y estudió educación islámica de su padre; Nik Mat bin Raja Banjar bin Raja Abdullah bin Raja Mamat. Su padre es el descendiente de Raja Jembal. Su madre es Aminah binti Abdul Majid.
A los 31 años, se casó con su esposa; Tuan Sabariah Binti Tuan Ishak (ahora Datin Hajjah Tuan Sabariah Binti Tuan Ishak) en 1962. Datin Tuan Sabariah es oriundo de Kampung Kemumin, Kota Bharu. Nik Aziz y Tuan Sabariah tienen 10 niños; 5 hijos y 5 hijas. Ellos son:-
- Nik Aini
- Nik Umar
- Nik Adli
- Nik Abdul Rahim
- Nik Abduh
- Nik Adilah
- Nik Muhamad Asri
- Nik Amani
- Nik Amalina
- Nik Asma' Salsabila

## Muerte
Nik Aziz murió en su residencia en Pulau Melaka. Estaba rodeado de algunos amigos y familiares el 12 de febrero de 2015 21:40 debido a la etapa del cáncer de próstata cuatro.